# 遠藤豊吉
遠藤 豊吉（えんどう とよきち、1924年5月3日 - 1997年5月8日）は、日本の教育評論家。

## 略歴
福島県出身。福島師範学校卒。福島県、東京都で小・中学校教師を務めた。退職後教育雑誌『ひと』の編集委員となり、ラジオ「子どもと教育電話相談」などで相談役を担当。

## 著書
- 『教室の窓をひらけ』1971　三省堂新書
- 『学習塾 ほんとうの教育とは何か』風濤社　1975
- 『教育常識のウソとマコト』第三文明社　1976　灯台ブックス
- 『年若き友へ 教育におけるわが戦後』毎日新聞社　1978
- 『幼い魂の成長を見つめて』教育研究社　1979
- 『親の知らない子どもの悩み』家の光協会　1979
- 『学校はよみがえる』冬樹社　1981
- 『小学一年一学期』筑摩書房　1981　ちくまぶっくす
- 『地図をつくろう』福与篤 絵　1981　フレーベル館のかんさつシリーズ
- 『作文だいすき 1-4年生』実業之日本社　1982
- 『ぼくたちの明日』フレーベル館　1983　いま、子どもたちは
- 『子ども診断 遠藤豊吉対談集』第三文明社　1986
- 『わたしの教育人間宣言』筑摩書房　1986
- 『子どもの心みえますか』文化出版局　1990
- 『君と、そして家族へ 今、話したいこと』1992　ポプラ社教養文庫

## 共編著
- 『子ども・親・教師三つどもえの教育』丸岡秀子,金沢嘉市共著　あすなろ書房　1972
- 『日本の詩』全10巻 編著 小峰書店　1977-78
- 『タレント子育て学 タレントはどのように子どもを育てるか』三好京三共編　冬樹社　1981
- 『お母さんの教育運動 私憤から公憤へ』編　太郎次郎社　1982
- 『弱いものいじめ 教室からの報告』NHKおはよう広場班共著　日本放送出版協会　1984　NHKおはよう広場
- 『いじめからの脱出』編著　日本放送出版協会　1986　NHKおはようジャーナル

## 参考
- デジタル版日本人名大事典『遠藤豊吉』 - コトバンク